# Metrolink (Los Angeles)
Il Metrolink è il servizio ferroviario suburbano a servizio dell'area metropolitana di Los Angeles. Composto da 7 linee si estende per 859 km ed è gestito dall'Amtrak per conto della Southern California Regional Rail Authority.
La rete si estende nelle contee di Los Angeles, Orange, Riverside, San Bernardino e Ventura così come nella città di Oceanside, nella contea di San Diego. Possiede interscambi con la metropolitana di Los Angeles e i servizi ferroviari suburbani Coaster di San Diego e Sprinter, che collega Oceanside con Escondido.

## La rete
| Linea                 | Percorso                                   | Apertura | Ultima estensione | Lunghezza | Stazioni |
| --------------------- | ------------------------------------------ | -------- | ----------------- | --------- | -------- |
| Linea 91              | Los Angeles Union Station ↔ South Perris   | 2002     | 2016              | 134,9 km  | 12       |
| Linea Antelope Valley | Los Angeles Union Station ↔ Lancaster      | 1992     | 1999              | 123,3 km  | 11       |
| Linea Inland Empire   | San Bernardino ↔ Oceanside                 | 1995     | -                 | 161,1 km  | 15       |
| Linea Orange County   | Los Angeles Union Station ↔ Oceanside      | 1994     | -                 | 140,3 km  | 14       |
| Linea Riverside       | Los Angeles Union Station ↔ Riverside      | 1993     | -                 | 95,1 km   | 7        |
| Linea San Bernardino  | Los Angeles Union Station ↔ San Bernardino | 1992     | 1993              | 90,9 km   | 14       |
| Linea Ventura County  | Los Angeles Union Station ↔ Ventura        | 1992     | 2002              | 114,1 km  | 12       |

La rete sperimenta la massima affluenza durante i giorni feriali; gran parte delle corse sono inoltre concentrate tra le 5:00 e le 9:00 e tra le 15:00 e le 21:00. Le linee 91, Antelope Valley, Inland Empire, Orange County e San Bernardino sono attive sette giorni su sette, mentre le linee Riverside e Ventura County, sono attive solo nei giorni feriali.